# Houzeau (Mondkrater)
Houzeau ist ein Einschlagkrater auf der Mondrückseite.
Der Krater liegt im Einschlaggebiet westlich des Mare Orientale und ist daher von der Erde aus nicht sichtbar. In der Nähe liegen die ähnlich großen Krater Fridman, Ioffe, Belopol'skiy und Gerasimovich. Der Kraterrand hat eine leicht unregelmäßige Kreisform, auch der Kraterboden ist unregelmäßig geformt mit kleineren Kratern im Inneren.
Houzeau hat zwei Nebenkrater:
| Buchstabe | Position            | Durchmesser | Link |
| --------- | ------------------- | ----------- | ---- |
| P         | 19,08° S, 125,15° W | 15 km       |      |
| Q         | 18,6° S, 125,39° W  | 19 km       |      |

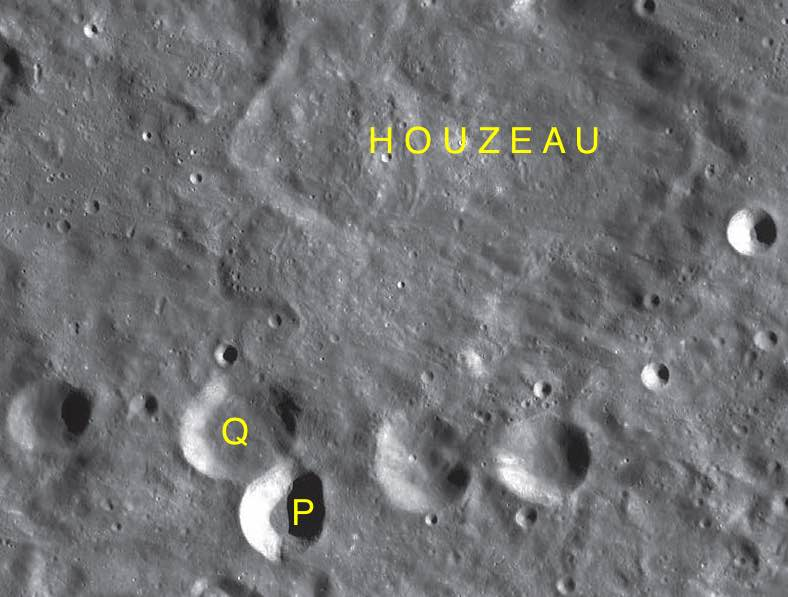
Houzeau mit seinen Nebenkratern

Der Krater wurde 1970 von der IAU offiziell nach dem belgischen Astronomen Jean-Charles Houzeau benannt.